# زواج المثليين في جيرزي
أصبح زواج المثليين قانونيًا في تابعة التاج البريطاني جيرزي في 1 يوليو 2018.أقرّ مجلس جيرزي مشروع قانون يسمح للأزواج المثلية بالزواج في 1 فبراير 2018، والذي حصل على الموافقة الملكية في 23 مايو 2018.
تسمح جيرزي أيضًا بالشراكات المدنية للشركتء المثليين. وقّعت الملكة إليزابيث الثانية على القانون في 14 كانون الأول/ديسمبر 2011 وسجل في الديوان الملكي في 6 كانون الثاني/يناير 2012. ودخل القانون حيز التنفيذ في 2 نيسان/أبريل 2012.

## الشراكات المدنية
في أغسطس 2009، أعلن رئيس وزراء جيرزي أنه سيتم صياغة مشروع الشراكة المدنية (بالإنجليزية: civil partnership)‏، (بالفرنسية: partenariat civil)‏، لغة جرزية: (parchonn'nie civile) وسيكون من المقرر تقديمه إلى مجلس جيرزي في أكتوبر 2009.
في 20 أكتوبر 2009، صوت المجلس لصالح الشراكات المدنية «من حيث المبدأ»، وذلك في تصويت 48 لصالح، 1 ضد وامتناع 4 عن التصويت (48-1-4). وافق مجلس الوزراء على مشروع قانون تقنين الشراكات المدنية في 24 مارس 2011 وقدم إلى المجلس في 31 مايو. تم تمريره في 12 يوليو 2011. في 14 ديسمبر 2011، حصل مشروع القانون على الموافقة الملكية وتم تسجيله في الديوان الملكي في 6 يناير 2012. في مارس عام 2012، أصدرت الحكومة أوامر بتنفيذ القانون، والتي دخلت حيز التنفيذ في 2 أبريل 2012.

## زواج المثليين
في 28 أيار/مايو 2014، قدم النائب سام ميزيك من حزب جيرزي الإصلاحي اقتراحا يطلب من مجلس جيرزي أن تدعم، من حيث المبدأ، تشريع زواج المثليين، وأن تطلب إلى رئيس الوزراء أن يعد مشروع التشريع اللازم لتنفيذ الاقتراح. في 8 يوليو 2014، صوتت الجمعية على تعديل للاقتراح، قدمه السيناتور إيان لو ماركواند، للطلب من رئيس الوزراء تقديم دراسة مفصلة عن آثار السماح لزواج المثليين بحلول 31 كانون الأول/ديسمبر 2014. أُقر التعديل في تصويت 24 صوتًا لصالح مقابل 18 صوتا ضد (24-18) وأقرت صيغة التعديل المعدلة في تصويت 39 صوتا لصالح مقابل صوت واحد ضد (39-1).
في 26 تشرين الثاني/نوفمبر 2014، قدم رئيس وزراء جيرزي إيان غورست تقريراً تضمن التزامًا بتقديم تشريع يسمح للأزواج المثليين بالزواج في احتفالات مدنية ودينية بحلول نهاية عام 2017، وإنشاء ضمانات للمنظمات الدينية والمسؤولين الذين لا يرغبون في عقد زواج المثليين، من بين أمور أخرى.
في 14 يوليو 2015، قدم رئيس الوزراء اقتراحًا بأن يطلب من مجلس جيرزي أن تقرر ما إذا كان توافق، من حيث المبدأ، على السماح بزواج المثليين وطلب أن يتم تقديم مشروع القانون اللازم لتطبيق القانون ليتم التصويت عليه من قبل المجلس، في موعد لا يتجاوز يناير 2017. وافق المجلس على ذلك في 22 سبتمبر 2015، في تصويت 37 صوتا لصالحه مقابل 4 أصوات ضد (37-4).
| الانتماء السياسي         | صوت لصالح | صوت ضد | امتنع عن التصويت | غائب/لم يحضر (لم يصوت) |
| ------------------------ | --------- | ------ | ---------------- | ---------------------- |
| مستقلون (سيناتور)        | 7         | –      | –                | 1                      |
| مستقلون (مسؤولو المناطق) | 7         | 2      | 1                | 2                      |
| مستقلون (نواب)           | 20        | 2      | –                | 4                      |
| حزب جيرزي الإصلاح (نواب) | 3         | –      | –                | –                      |
| العدد الإجمالي           | 37        | 4      | 1                | 7                      |

في 14 مارس 2017، عقب سؤال شفوي من نائب عن حزب إصلاح جيرزي، سام ميزيك، ذكر رئيس الوزراء أن مشروع القانون سيقدم تحسبا للمناقشة في صيف عام 2017 وبأنه سيدخل حيز التنفيذ بحلول ديسمبر من نفس العام. ولكن، صرح رئيس الوزراء في 8 سبتمبر 2017 أن مشروع القانون سيتأخر، وأنه لن يدخل حيز التنفيذ حتى رببع عام 2018 على الأقل. في نهاية المطاف، تم تقديم مشروع قانون زواج المثليين في مجلس جيرزي في 3 أكتوبر 2017.
ناقش المجلس مشروع القانون في 16 نوفمبر 2017 ووافق على مبادئه ولكن أرسلته لمزيد من المراجعة إلى فريق فحص خدمات الشركات. تم تقديم تقرير اللجنة إلى المجلس في 29 يناير 2018. من المثير للجدل، تضمن التقرير توصية تطلب من المجلس الموافقة على «بند التسامح» في مشروع القانون، كان من الممكن أن يسمح للتجار برفض خدمة السلع والخدمات للشركاء والأزواج المثليين وفقاً لمعتقداتهم الدينية.
مر مشروع القانون في التصويت النهائي من قبل المجلس في 1 فبراير 2018، في تصويت 42 صوتا لصالح مقابل صوت واحد ضد (42-1).تم رفض التعديل الذي يسمح ب«بند التسامح» في تصويت 5 أصوات لصالحه مقابل 40 صوتا ضده (5-40). تمت الموافقة الملكية على مشروع القانون في المجلس الخاص للمملكة المتحدة في 23 مايو 2018 وتم تسجيله في الديوان الملكي في 1 يونيو.
في 26 يونيو، وافقت مجلس جيرزي على اقتراح لدخول القانون حيز التنفيذ في 1 يوليو 2018. تم إجراء أول زواج مثلي في 9 يوليو 2018.
| الانتماء السياسي         | صوت لصالح | صوت ضد | امتنع عن التصويت | غائب/لم يحضر (لم يصوت) |
| ------------------------ | --------- | ------ | ---------------- | ---------------------- |
| مستقلون (سيناتور)        | 6         | –      | 1                | 1                      |
| مستقلون (مسؤولو المناطق) | 10        | 1      | –                | 1                      |
| مستقلون (نواب)           | 23        | –      | –                | 3                      |
| حزب جيرزي الإصلاح (نواب) | 3         | –      | –                | –                      |
| العدد الإجمالي           | 42        | 1      | 1                | 5                      |